# Церква Різдва Пресвятої Богородиці (Новоекономічне)

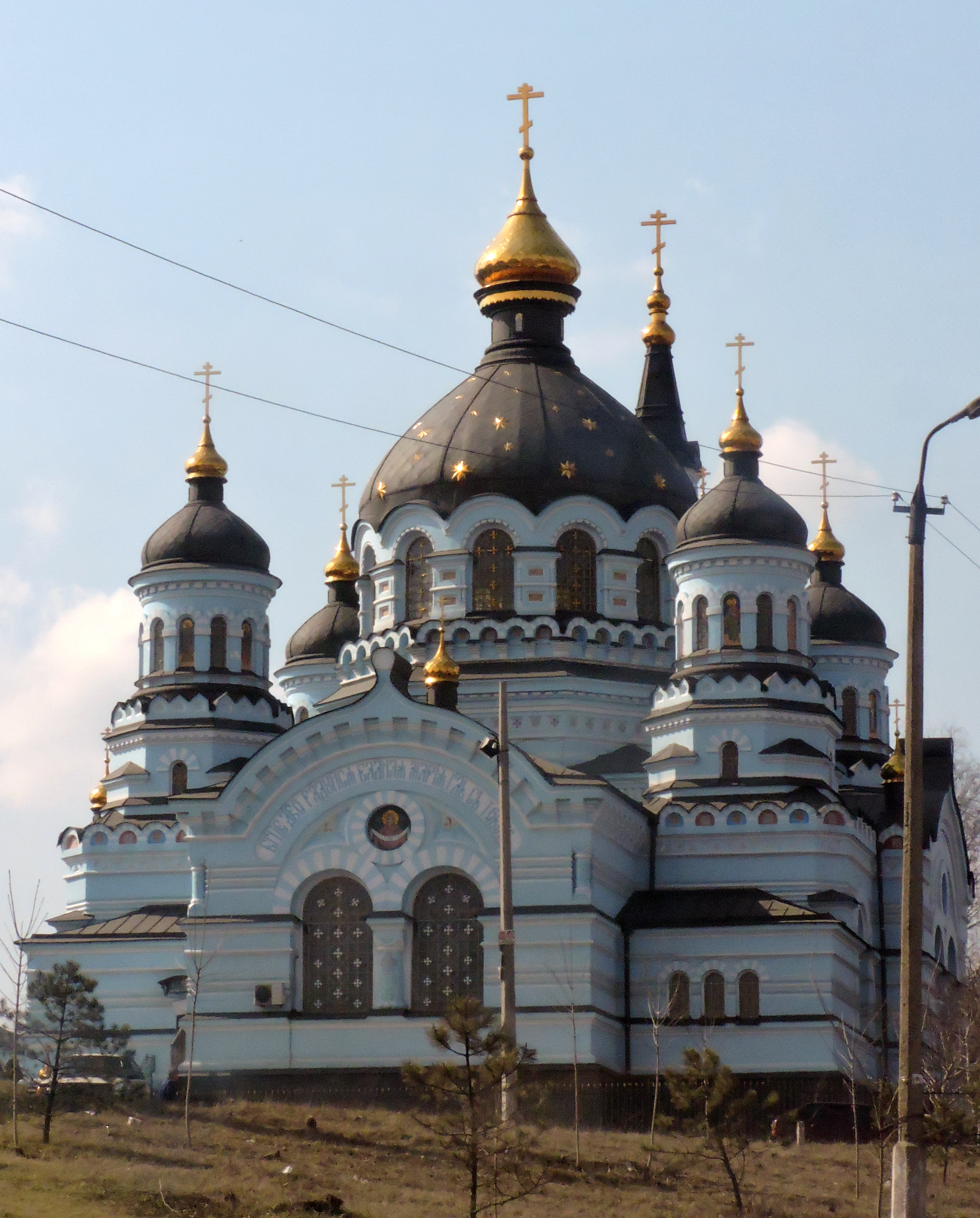
Церква Різдва Пресвятої Богородиці, смт Новоекономічне

Церква Різдва Пресвятої Богородиці в селищі Новоекономічне Покровського району Донецької області збудована в 1905–1911 роках у псевдовізантійському стилі.

## Історія
За переказами, селянину, який проходив по стежці, де зараз церковне подвір’я, з’явився ангел з велінням побудувати в цьому місці храм Господній. На початку XX століття дерев’яна церква не вміщала всіх парафіян і віруючі звернулися в єпархію за дозволом побудувати кам’яний храм.
Після отримання грамоти в 1905 році селяни приступили до будівництва нової церкви. Був обраний найкращий проект, де склепіння культової споруди подібні собору Софії Константинопольської. Запрошеним майстрам з Курської губернії безоплатно допомагали сільські умільці. Камені і глину привозили з кар’єрів, цеглу виготовляли на сільському заводі. Для замісу розчину використовували яєчний білок, а яйця збирали у великі кошики по всій окрузі. 
Прихід був великий, що мешканці Новоекономічного мали потребу в більшій за площею церкви.
У 1911 році зведену в псевдовізантійському стилі церкву освятили в ім’я Різдва Пресвятої Богородиці.
Стару попередницю розібрали і продали в село Коптєве. У 1937 році на Великдень комсомольці увірвалися в храм і влаштували вакханалію з танцями на скинутих іконах. Незважаючи на моління і плач віруючих, молоді богоборці знесли дзвіницю, зламали огорожу, церковне начиння на півторатонці відвезли в невідомому напрямку. Коли падали дзвони, гул був чутний за 20 верст. У богомільному приміщенні влаштували клуб, а пізніше зерносховище.
У роки фашистської окупації храм перетворили на стайню. У 1942 році нацисти дозволили знову відкрити церкву, в якій люди ховалися під час бомбардування.
Історія храмів тісно пов’язана з історією населених пунктів, в яких вони знаходяться. Поселення, засноване в XVIII столітті запорізькими козаками, назвали Нове. З будівництвом церкви в 1801 році і появою в 1831 році економічних селян назва стало подвійною — Ново-Економічне.
Обстріли

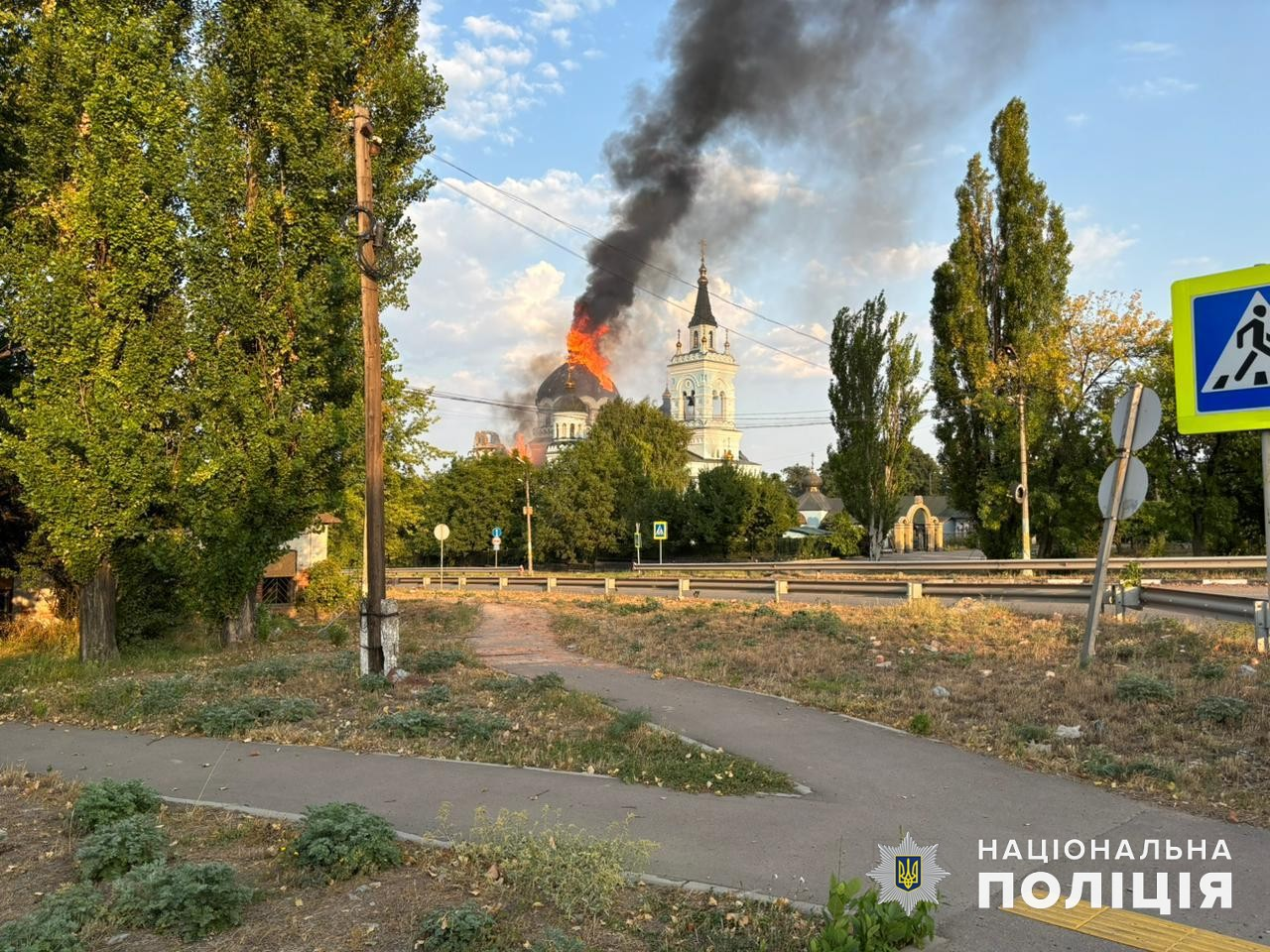
Після обстрілу 26 серпня 2024 року

8 лютого 2023 року церква постраждала від російського обстрілу з систем залпового вогню С-300, був поранений доглядач.
8 липня 2024 року церква була частково зруйнована російським обстрілом селища з реактивних систем залпового вогню «Смерч». Були зруйновані частина стін та стелі, вівтарна частина, вибито вікна. Виникла пожежа, під час ліквідації якої стало зле одному з рятувальників, який невдовзі помер. Того дня в селищі було пошкоджено сім приватних осель і поранено трьох людей.
26 серпня 2024 року прямим влучанням було знищено центральний купол.